# Наррагансетты
Наррагансетты (англ. Narragansett people) — индейское племя, относящееся к алгонкинской языковой семье.

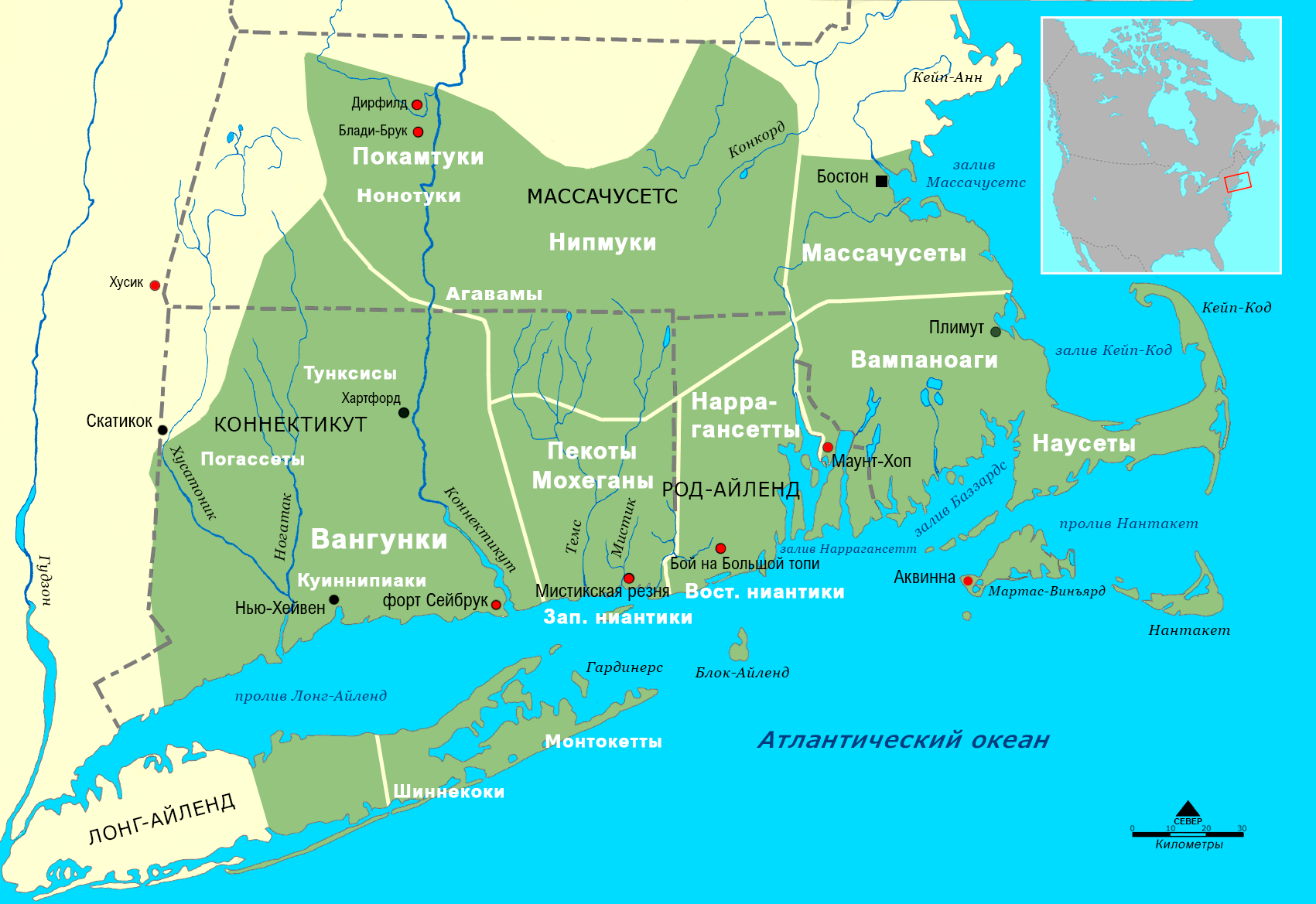
Карта расселения индейских племён в южной Новой Англии на 1600 год

## Ранняя история
Наррагансетты исторически проживали в районе, который стал известен как Новая Англия. Они являлись одним из ведущих племён региона. Под их контролем находился весь Род-Айленд, а также часть территории современных американских штатов Коннектикут и Массачусетс. Первый контакт племени с европейцами произошёл в 1524 году, когда Джованни да Верраццано посетил залив Наррагансетт.
Европейцы занесли в Новую Англию инфекционные заболевания, от которых погибли тысячи алгонкинов в период с 1616 по 1619 год. Наррагансетты меньше других племён пострадали от эпидемий. В 1636 году англичанин Роджер Уильямс купил у племени часть их земли, на месте которой возник город Провиденс. В том же году началась Пекотская война. Наррагансетты присоединились к английским колонистам, выступив против пекотов, своих традиционных врагов. Жестокость европейцев, которые безжалостно перебили женщин и детей в селении пекотов, потрясла наррагансеттов, и они покинули своих союзников.
После поражения пекотов, наррагансетты вступили в конфликт с мохеганами. В 1643 году они вторглись на земли мохеганов. Конфликт завершился после того, как англичане выступили на стороне мохеганов и пригрозили лидерам наррагансеттов войной.

## Война Короля Филипа
В 1675 году вспыхнула новая война между английскими колонистами Новой Англии и индейскими племенами. Наррагансетты, прежде провозгласившее нейтралитет, но тайно оказывавшее помощь восставшим индейцам, вступили в войну на стороне Короля Филипа в декабре 1675 года.
Губернатор Уинслоу из Плимута отправил против укреплённого поселения наррагансеттов на болотах отряд из 1000 солдат и 150 союзных мохеган. После того, как вождь наррагансеттов Канончет отказался выдать прятавшихся у него восставших, англичане атаковали его деревню. В результате этого главное поселение наррагансеттов было взято и сожжено. В этом сражении погибли 600 индейцев и 20 вождей наррагансеттов. Части осаждённых вместе с Канончетом всё-таки удалось спастись бегством на болотах и присоединиться к отрядам Короля Филипа в Хусике.
Армия индейцев переместилась в долину реки Коннектикут, к границе между Массачусетсом и Вермонтом. В феврале 1676 года она разорила и сожгла множество поселений на юге Новой Англии. Дважды крупные английские отряды были опять заманены в засады, и воины наррагансеттов во главе с вождём Канончетом убили более 130 солдат противника. Но восставшим не хватало съестных припасов, и весной наррагансетты вновь атаковали английские поселения Дирфилд и Нортфилд, надеясь захватить в них запасы возделываемого колонистами маиса, но были отбиты с большими потерями среди нападавших. Канончет был вынужден вернуться на родные земли, в Род-Айленд, где у него были укрыты значительные запасы продовольствия. На обратном пути он был захвачен коннектикутскими милиционерами и мохеганами. Его казнили враждебные сахемы.
Смерть Канончета стала поворотным пунктом в войне Короля Филипа. После окончания войны большая часть наррагансетов была продана в рабство и сослана в Вест-Индию, немногим удалось остаться на родной земле.

## Современное положение
Несмотря на то, что наррагансетты в последующие годы потеряли большую часть своих земель, они сумели сохранить племенную идентичность. В 1880 году власти Род-Айленда признали 324 человека членами племени наррагансеттов. В 1978 году племя смогло установить контроль над 1800 акрами земли и восстановить свою резервацию, а в 1983 году было признано на федеральном уровне.